# Hall en Tyrol
Pour les articles homonymes, voir Hall.
Hall en Tyrol (en allemand : Hall in Tirol) est une ville historique dans le district d'Innsbruck-Land du land de Tyrol, en Autriche. Elle se distingue par sa vieille ville médiévale bien préservée

## Géographie
Hall est située dans la basse vallée de l'Inn, au pied du massif des Karwendel, à environ dix kilomètres à l'est d'Innsbruck, capitale du Land. Le centre historique se situe sue un cône alluvial de la rive gauche de l'Inn. Le terrioire municipal englobe également le village de Heiligenkreuz.

## Histoire

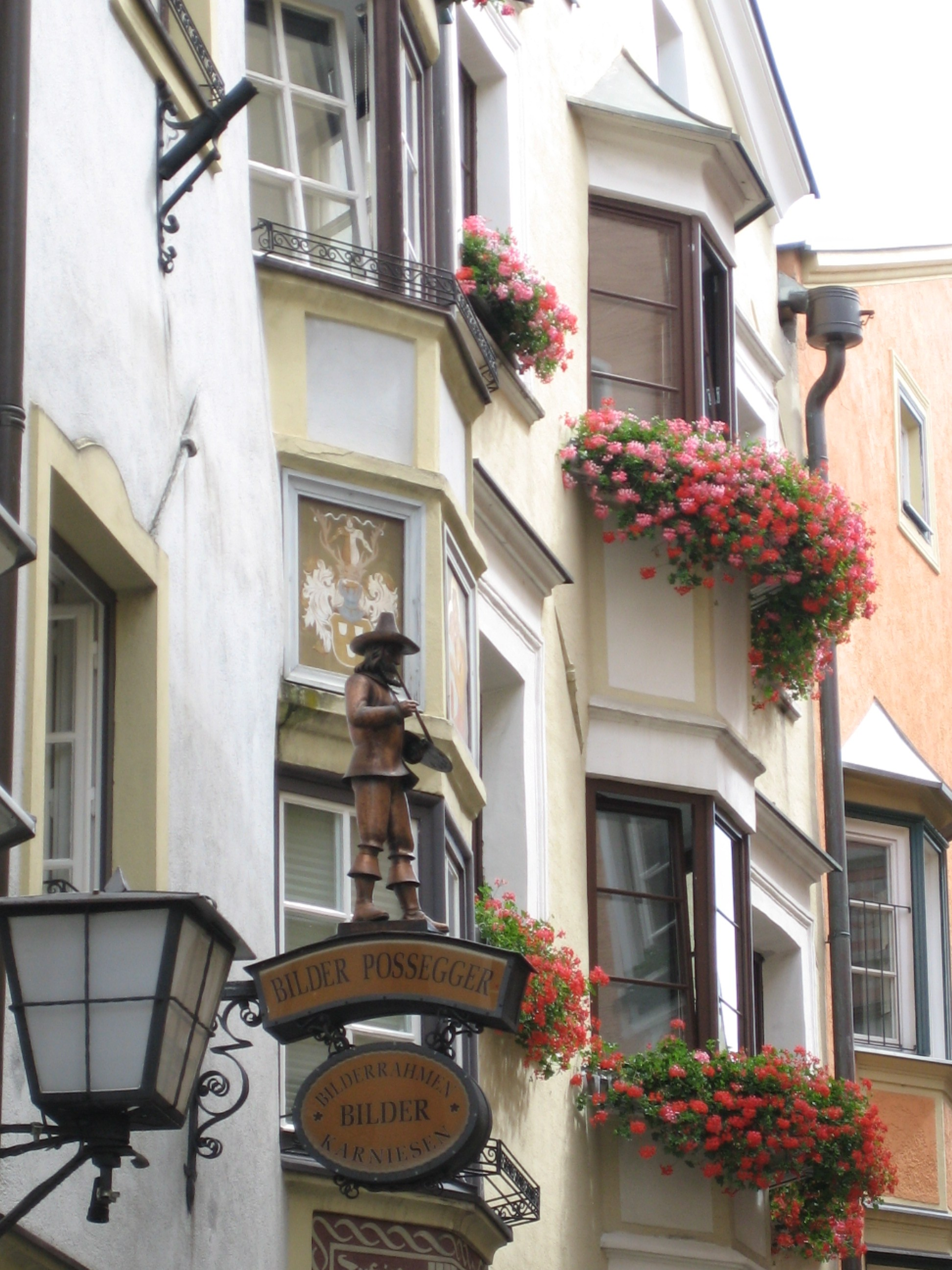
Fenêtres de Hall en Tyrol

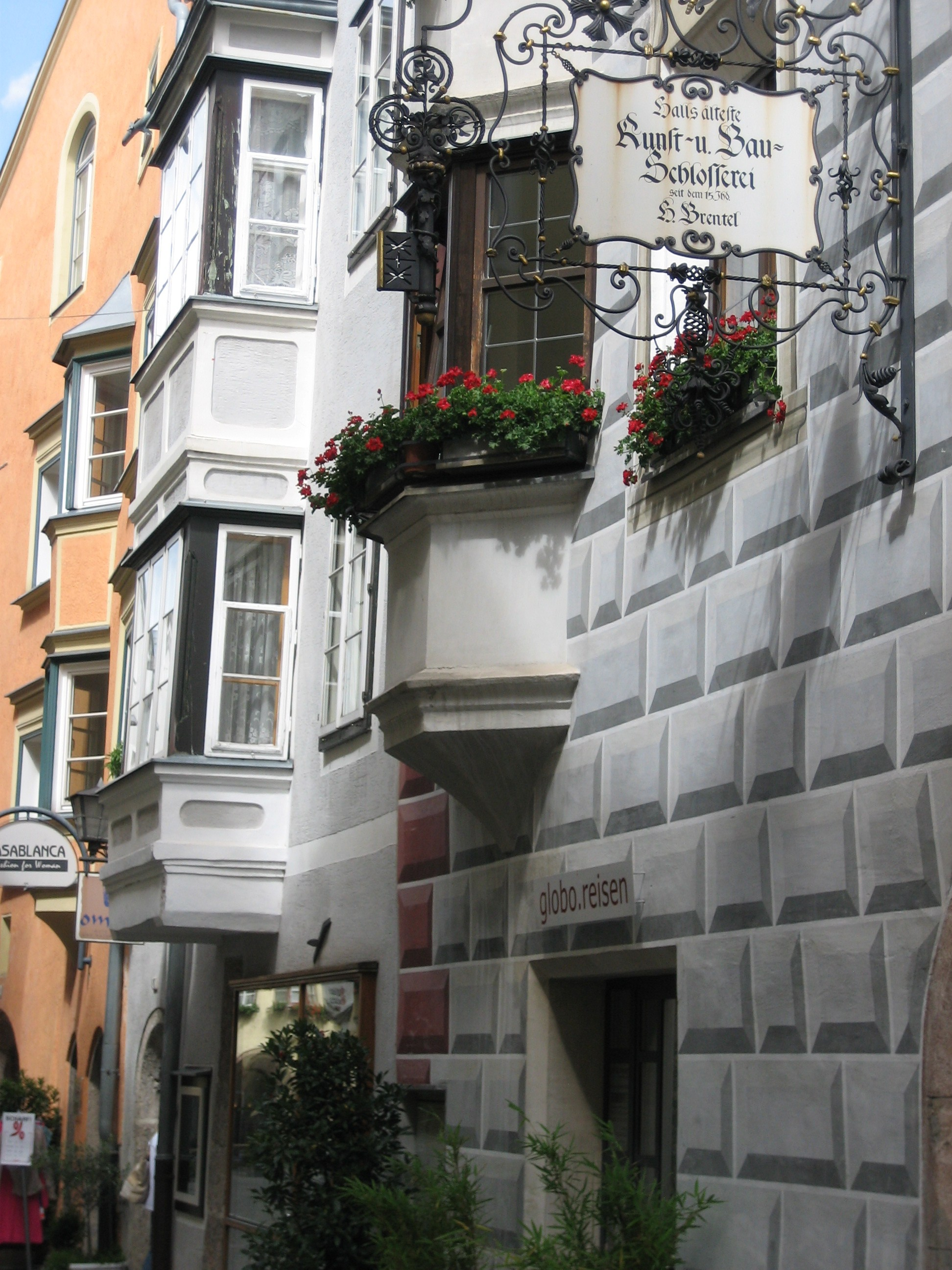
La centrale Schlöglstraße à Hall en Tyrol

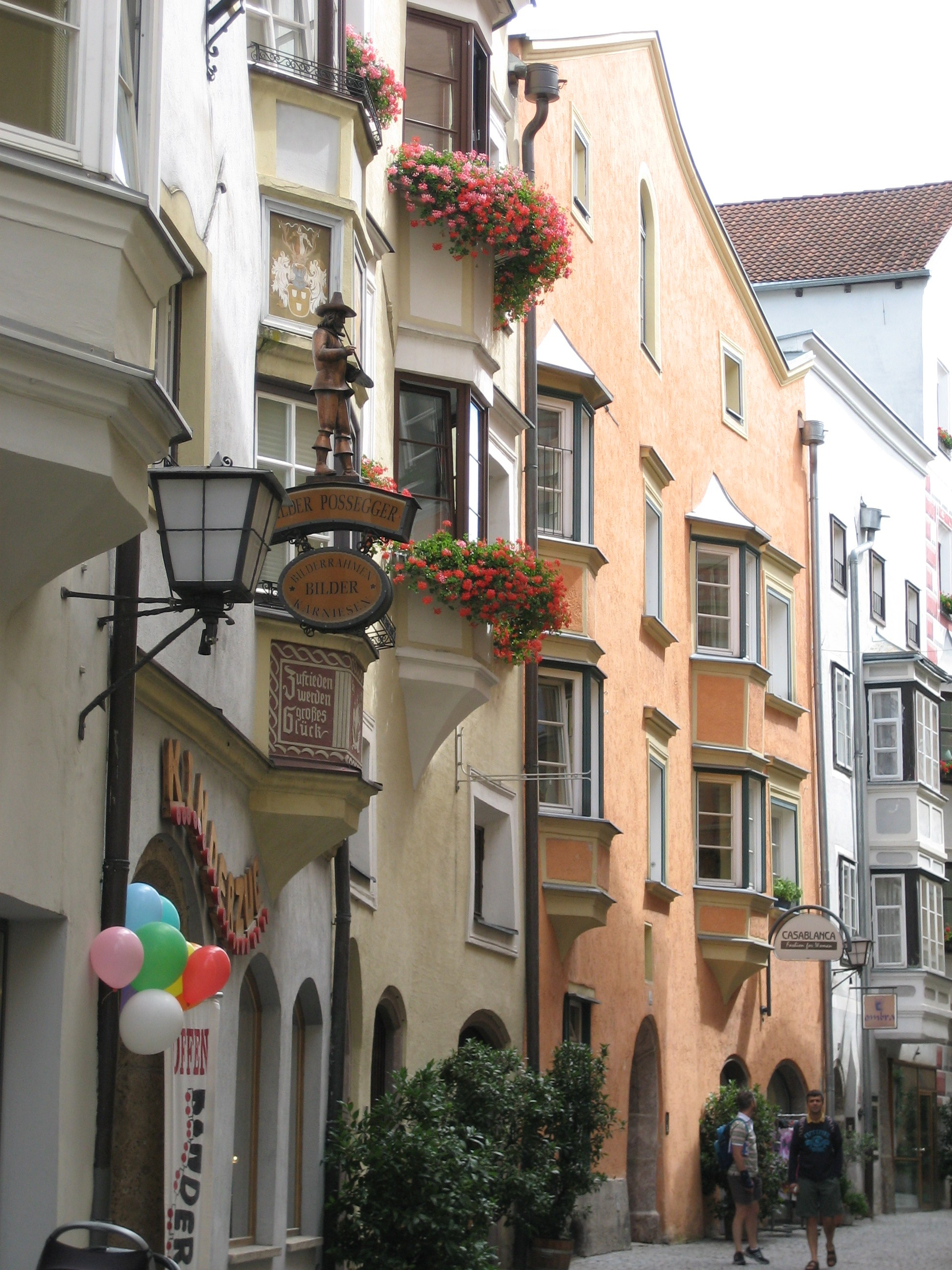
Le centre de Hall en Tyrol

Les premières documents mentionnant le nom de la cité de Hall (ze Halle) dans le comté de Tyrol datent de 1256. Ainsi qu'en de nombreux autres endroits, le terme renverrait à un vieil étymon du celtique ou germanique Hal, Hall ou Halla qui signifie « sel ». Cet étymon se rapproche par le sens du verbe vieux-francique hallôn, ou hâler en français.
Celle-ci s'est développée sur les mines de sel, de même que par la frappe de monnaie et le commerce. À ce titre, la ville assuma au Moyen Âge, comme les cités minières du Salzkammergut pour les ducs d'Autriche ou les archevêques de Salzbourg, un rôle de premier plan dans la vie économique du pays et fut spécialement choyée par les princes du Tyrol. Ceux-ci lui accordèrent, dès 1303, des franchises très libérales et la considérèrent volontiers, à côté de leur austère cour d'Innsbruck, comme un centre de distractions et de plaisirs. 
Johannes Fuchsmagen (1450c-1510) (aussi Fuxmagen), originaire de la cité, crée en 1508 l'association culturelle de Hall (Haller Stubengesellschaft, humaniste) qui existe encore aujourd'hui,, avec son ami Florian Waldauf von Waldenstein (de) (1450-1510), membre de l'Ordre de la cruche (es), ordre de chevalerie (1040).
Plus tard est créée l'institution Haller Damenstift (de) (1567-1783), monastère de quarante chanoinesses, sous direction spirituelle des Jésuites, pour dames de la haute noblesse.
Mais le temps est révolu où Hall marquait l'origine d'une active navigation sur l'Inn et, du côté amont, le terme des transports des bois flottés alimentant les foyers des chaudières de la saline. La magie du Moyen Âge flotte encore sur Hall. L'ancienne cité battant monnaie avec son centre pittoresque n'a cependant pas oublié le présent ; en tant que centre culturel et économique elle est pleine de vie.
La ville a été proposée en 2013 pour inscription au patrimoine mondial et figure sur la « liste indicative » de l’UNESCO dans la catégorie patrimoine culturel.

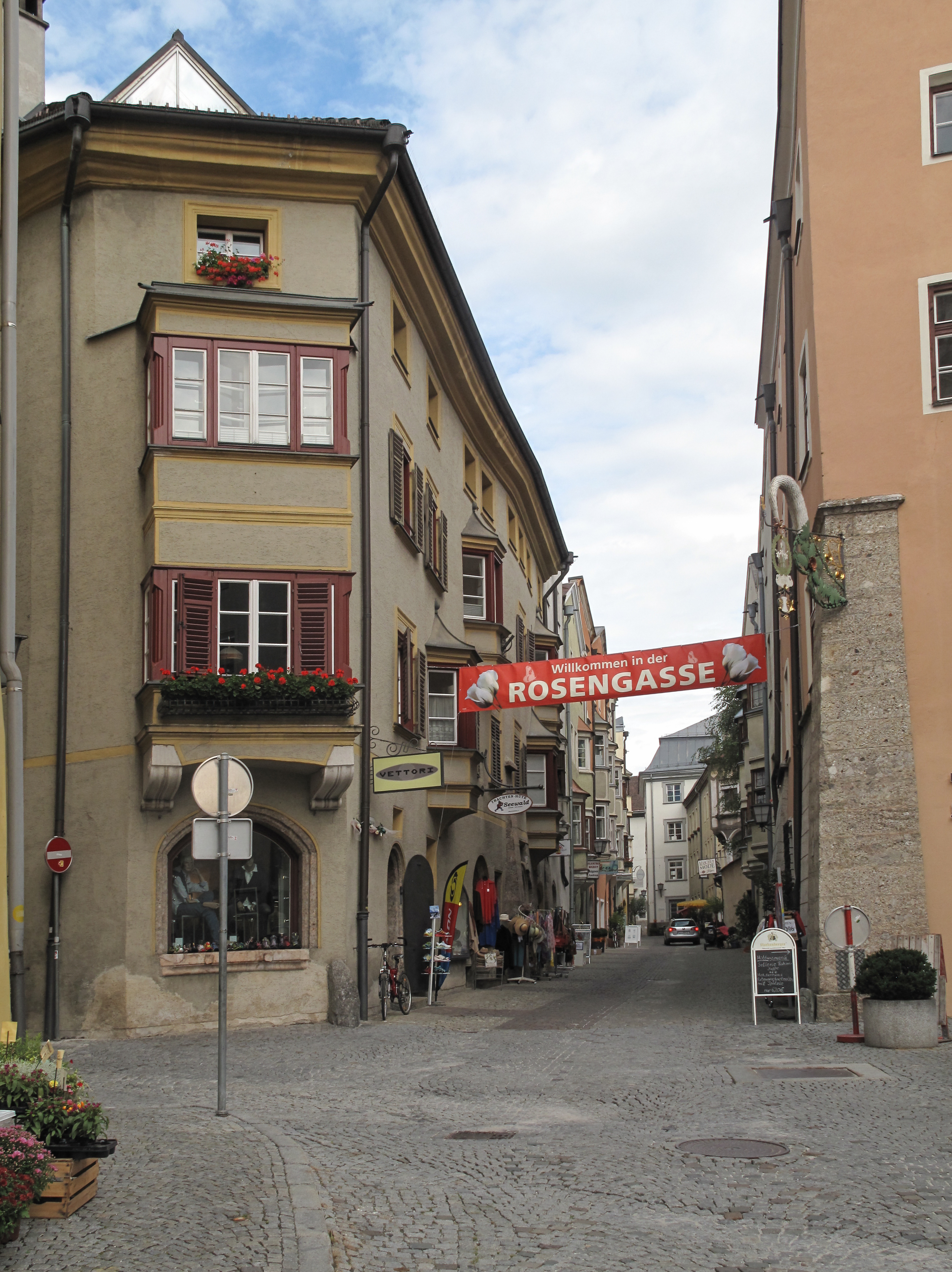
Vue dans la rue : Rosengasse.

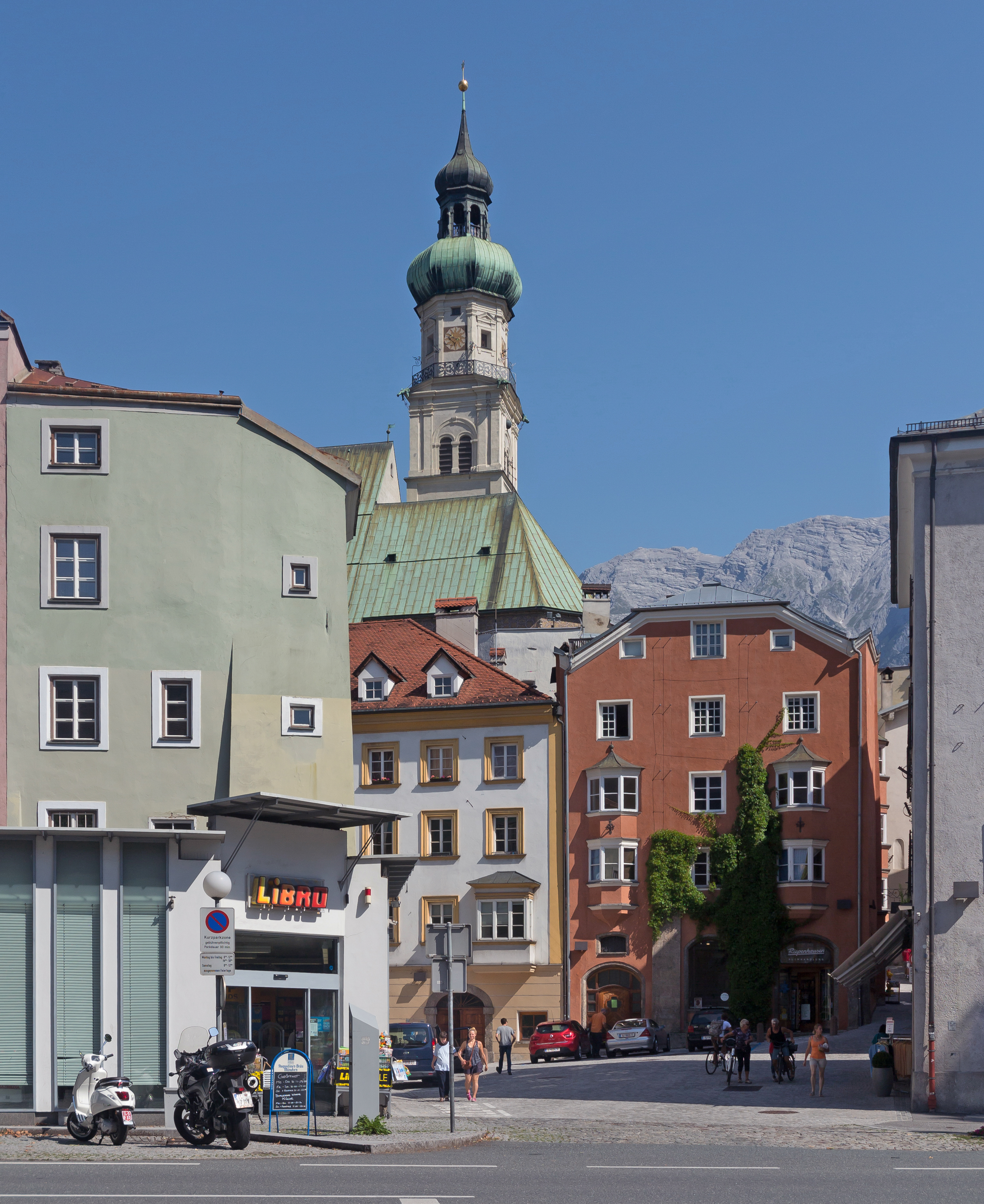
L'église: die Allerheiligenkirche (l'ancienne église des Jésuites)

## Économie
La marque autrichienne Felder fabrique l'entièreté de sa production de machines à bois dans la ville de Hall-in-Tyrol.
La marque Felder y fabrique également les machines commercialisées sous ses deux autres marques Hammer et Format4.

## Personnalités
- Christoph Grienberger (1561–1636), prêtre jésuite et mathématicien ;
- Sebastian Achamer (1623–1694), facteur d'orgue ;
- Otto Stolz (1842–1905),  mathématicien ;
- Heinrich Andergassen (1908–1946), officier de la SS et de la Gestapo ;
- Walther Reyer (1922–1999), acteur ;
- Josef Feistmantl (1939–2019), lugeur ;
- Klaus Dibiasi (né en 1947), plongeur ;
- Andreas Felder (né en 1962),  sauteur à ski ;
- Ernst Vettori (né en 1964), sauteur à ski ;
- Thomas Schroll (né en 1965), bobeur ;
- Peter Wurm (né en 1965), homme politique ;
- Michael Streiter (né en 1966), footballeur ;
- Ludwig Gredler (né en 1967), biathlète ;
- Christoph Bieler (né en 1977), spécialiste du combiné nordique ;
- Ingrid Felipe (née en 1978), femme politique ;
- Manfred Pranger (né en 1978), skieur alpin ;
- Andreas Linger (né en 1981), lugeur ;
- Wolfgang Linger (né en 1982), lugeur ;
- Christian Nagiller (né en 1984), sauteur à ski ;
- Claudia Giner (née en 1985), chanteuse ;
- Fabian Steindl (né en 1994), spécialiste du combiné nordique ;
- Janine Flock (née en 1989), skeletoneuse ;
- David Gleirscher (né en 1994), lugeur ;
- Benjamin Maier (né en 1994), bobeur ;
- Felix Leitner (né en 1996), biathlète ;
- Madeleine Egle (née en 1998), lugeuse
- Anna Gandler (née en 2001), biathlète ;
- Johannes Lamparter (né en 2001), coureur du combiné nordique ;

## La pièce d'argent-Niob dédiée à la cité de Hall en Tyrol
En 2003, dans la série des pièces bimétalliques, l'Autriche a frappé une pièce de collection de 25 euro pour le 700e anniversaire de la cité de Hall.

## Jumelages
- Iserlohn (Allemagne)
- Sommacampagna (Italie)
- Winterthour (Suisse)

## Cinéma
Le film américain Point Break (2015) y en partie été tourné.

### Liens externes

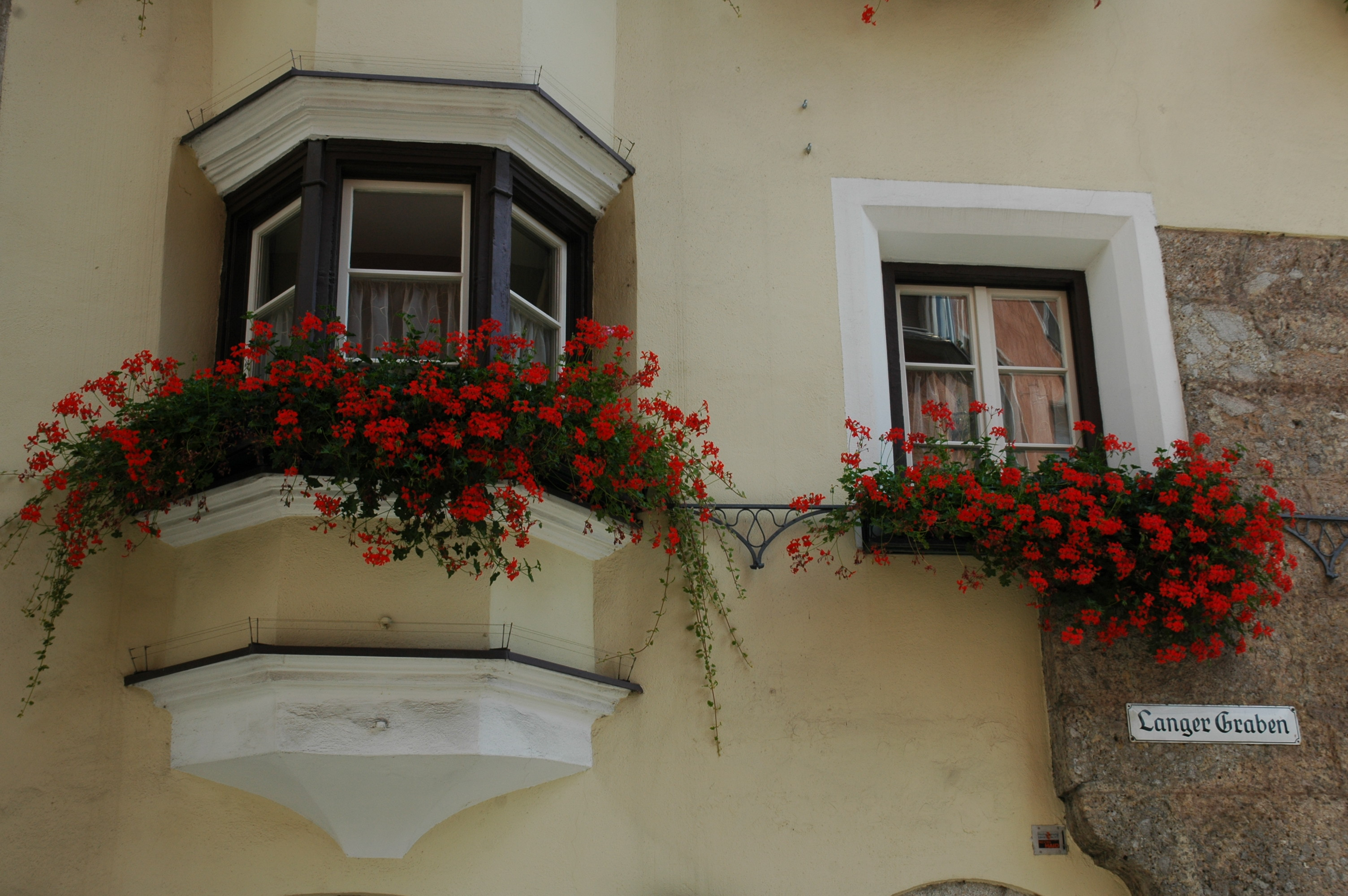
La rue piétonne centrale Langer Graben